# لیک لوئیز، آلاسکا
لیک لوئیس (به انگلیسی: Lake Louise) یک منطقهٔ مسکونی در ایالات متحده آمریکا است که در منطقه ماتانوسکا-سوسیتنا واقع شده‌است. لیک لوئیس ۱۹۲٫۳ کیلومتر مربع مساحت و ۴۶ نفر جمعیت دارد و ۷۴۶ متر بالاتر از سطح دریا قرار دارد.